# 田村正一
田村 正一（たむら まさかず）は、日本の漫画家。ポーカープレイヤー。元兵庫県競馬組合の厩務員。

## 略歴
兵庫県伊丹市出身。
小学生のころは漫画好きであり、漫画家になりたかった。また、7歳上の兄が競馬好きで、買ってきたゲーム『ダービースタリオン』で競馬と出会い、ナリタブライアンが3冠馬になった1994年には競馬ファンとなっていた。
広告代理店に就職するが、そこを退職後の2007年秋に求人誌にて「厩務員募集」の求人を見かけ、乗馬の経験なども無かったが、これに応募して園田競馬場の厩務員となる。厩務員生活の傍ら、朝の調教後や昼夜の餌やりの間に周囲には内緒で漫画を描き進めるようになり、2010年3月に読み切り作品「ユメコン」が漫画誌『週刊ヤングジャンプ』（集英社）に掲載され、漫画家としてデビューを果たす。その後も赤塚賞に準入選を果たすなどするが、連載作品にはつながらず、編集者から「厩務員を題材に描いてみたら」との助言を得る。厩務員として馬の健康状態の変化に注視していたわけであるが、改めて考えてみると調教中にコースで寝始める馬、「早く飯を食べさせろ」と前足をかく馬、不機嫌になると首を上げ下げして人を振り落とそうとする馬、調教の時間になっても馬屋の部屋から出ない引きこもりの馬、突然蹴りを入れてくるデビュー前の馬など、そこは漫画のネタの宝庫であった。
2015年に「サラブライフ」を『ヤングアニマルDensi』（白泉社）で連載開始するにあたって、当時、園田競馬場で勝ち星を独占していた田中学、木村健、川原正一の3騎手の名前からペンネームを「田村正一」に改めた。
上述のように漫画家であることは周囲に秘密にしていたのだが、「サラブライフ」の舞台が園田競馬場だったことを不思議に思った競馬場の担当者が出版社に問い合わせたことで漫画家としての活動が競馬場関係者に知れるところとなった。
これによって、2017年から「うまのしごと」を園田・姫路競馬公式サイトに掲載するようになり、スポーツ紙や競馬雑誌などからも仕事が依頼されるようになった。
漫画の仕事が増えてきたことから、2020年に厩務員の仕事を辞め、漫画家専業となる。
世界的ポーカーイベントであるWSOP$10,000メインイベントにて、2023年333位入賞、2024年900位入賞。

## 作品リスト

### 連載
- 「サラブライフ」（ヤングアニマルdensi） - 初連載[4]。単行本化にあたって「サラブレッドと暮らしています。」に改題。
- 「うまのしごと」（園田・姫路競馬公式サイト）
- 「けいばざんまい」（ギャンブル法典）

### 書籍
- 「サラブレッドと暮らしています。」（白泉社・2016年9月29日）ISBN 978-4592140894
- 「海外ポーカーふたり旅」（電子版既刊3巻）
- 「おっさん・ネェちゃんのG1予想」（電子版既刊1巻）

### イラスト
- 「2～3歳戦で1年間メシを食うPOG馬券術」（秀和システム、2021年6月）ISBN 978-4798064758
- 「競馬あるある」（株式会社カンゼン、2022年4月）ISBN 978-4862556400

### 読切
- 「ユメコン」：『週刊ヤングジャンプ』2010年3月 - デビュー作[2]
- 「ポジ×チチ」：『月刊ヤングジャンプ』2010年6月
- 「ください」：『ジャンプSQクラウン』2015年7月
- 「アソビタ×マナビタ」：『ジャンプSQクラウン』2016年10月
- 「並木路高校プログラミング部」：『ジャンプSQクラウン』2017年1月
- 「キュンとなるな!!いたこちゃん」：『ジャンプSQライズ』2018年7月
- 「園田競馬ビギナーズガイド」（園田・姫路競馬公式サイト 2019年）
競馬の初心者向けガイドマンガで、もともとは2019年3月26日から競馬場で配布しているガイドブックに掲載されていた作品。同年4月5日に公式サイトでも公開したところ、生々しいギャンブルネタがSNSで話題となった[6]。